# Bosquerola dels pins
La bosquerola dels pins (Setophaga pinus) és un ocell de la família dels parúlids (Parulidae).

## Hàbitat i distribució
Habita els boscos de pins des del Canadà, al sud de Manitoba, oest i est d'Ontario, sud-oest de Quebec, centre de Maine i Nova Brunswick cap al sud fins l'est de Texas, costa del golf i sud de Florida, nord de les Bahames i la Hispaniola.